# Issa Rae
Jo-Issa "Issa" Rae Diop (Los Angeles, 12 de janeiro de 1985) é uma atriz, escritora, cineasta e produtora cinematográfica norte-americana.Rae chamou a atenção pela primeira vez por seu trabalho na série Awkward Black Girl do YouTube Desde 2011, Rae continuou a desenvolver seu canal no YouTube, que apresenta vários curtas-metragens, web séries e diversos outros conteúdos criados por pessoas negras.
Rae alcançou amplo reconhecimento como co-criadora, co-roteirista e estrela da série de televisão da HBO Insecure (2016-presente), pela qual ela foi indicada para vários Globos de ouro e Prémios Emmy do Primetime.Seu livro de memórias de 2015, intitulado The Misadventures of Awkward Black Girl, tornou-se um best-seller do New York Times. Em 2018, Rae foi incluída na lista anual da revista Time como 100 das pessoas mais influentes do mundo.
Rae também estrelou filmes, como seu papel no drama The Hate U Give, na comédia de fantasia Little (2019), no romance The Photograph (2020) e na comédia romântica The Lovebirds (2020). Ela também será a voz dubladora de Jessica Drew/Mulher-Aranha na sequência da animação Homem-Aranha: No Aranhaverso prevista para ser lançada em 2022.

## Biografia
Jo-Issa Rae Diop nasceu em Los Angeles, Califórnia. Seu pai, Abdoulaye Diop, é pediatra e neonatologista de Senegal, e sua mãe, Delyna Diop (nascida em Hayward), é professora de Louisiana. Seus pais se conheceram na França, quando ambos estavam na escola. Ela tem quatro irmãos. Seu pai tem um consultório médico em Inglewood, Califórnia. 
A família viveu em Dakar, Senegal, por um curto período durante sua infância. Ela foi criada principalmente em Potomac, Maryland, onde ela cresceu com "coisas que não são considerados negras', como a equipe de natação, hóquei de rua e jantares de páscoa com melhores amigos judeus." Quando Diop estava na sexta série, sua família mudou-se para o bairro nobre de View Park-Windsor Hills, em Los Angeles, onde ela frequentou uma escola predominantemente negra. Diop se formou na Escola Superior de Medicina e Ciências King Drew Magnet, onde ela começou a atuar. Seus pais se divorciaram quando ela estava no colégio. Diop é fluente em francês.
Em 2007, Diop se formou na Universidade de Stanford com bacharelado em estudos africanos e afro-americanos. Quando era estudante universitária, ela fez videoclipes, escreveu e dirigiu peças e criou uma simulação de reality show chamada Dorm Diaries para se divertir. Em Stanford, Diop conheceu Tracy Oliver, que ajudou a produzir Awkward Black Girl.
Depois da faculdade, Diop recebeu uma bolsa de estudos no teatro The Public Theatrer da cidade de Nova Iorque. Oliver e Diop começaram a ter aulas juntos na New York Film Academy. Diop trabalhou em empregos ocasionais e a certa altura estava lutando para decidir entre a faculdade de administração e a faculdade de direito, mas acabou abandonando ambas as ideias quando Awkward Black Girl começou a decolar em 2011.

## Carreira

### Awkward Black Girl
A série Awkward Black Girl de Rae estreou no YouTube em 2011. O show segue a vida de J (interpretada por Rae) enquanto ela interage com colegas de trabalho e interesses amorosos que a colocam em situações desconfortáveis. A história é contada por meio de uma narrativa em primeira pessoa, já que J geralmente revela como ela se sente sobre suas circunstâncias por meio de uma narração ou sequência de sonho.
A série acabou virando viral através do boca a boca, postagens em blogs e mídias sociais, resultando em cobertura e atenção da mídia convencional. Em um esforço para financiar o resto da primeira temporada, Rae e a produtora Tracy Oliver decidiram arrecadar dinheiro para a série através do Kickstarter. Em 11 de agosto de 2011, eles receberam $ 56.269 de 1.960 doações e lançaram o resto da primeira temporada no canal de Rae no YouTube.
Rae acabou fazendo parceria com o cantor e compositor Pharrell e estreou a segunda temporada da série em seu canal no YouTube, iamOTHER. Rae também começou a lançar outros conteúdos em seu canal, predominantemente criado e estrelado por pessoas de cor.
Em 2013, Awkward Black Girl ganhou o prêmio Shorty de Melhor Programa da Web. Rae criou Awkward Black Girl porque ela sentiu que os estereótipos de Hollywood sobre mulheres afro-americanas eram limitantes e ela não conseguia se identificar com nenhum deles.
Ao usar o YouTube como fórum, Rae pôde ter autonomia de seu trabalho pois escreve, filma, produz e edita a maior parte de seu trabalho. Issa lançou outros programas em seu canal como: Ratchet Piece Theater, The "F" Word, Roomieloverfriends, The Choir e entre outros. Todas focando na experiências afro-americanas que muitas vezes não são retratadas na mídia convencional.

### Insecure
Em 2013, Issa Rae começou a trabalhar no piloto de uma série de comédia com o co-criador Larry Wilmore. Mais tarde foi decidido que a série se chamaria, Insecure. O show foi planejado para ser sobre as experiências estranhas de uma mulher afro-americana contemporânea. O piloto de Insecure foi bem recebido internamente o que fez a HBO o adquirir em 15 de outubro de 2015, e posteriormente concedendo luz verde para produção e encomendando uma temporada completa. Desde seu lançamento em 2016, a série recebeu aclamação da crítica; Eric Deggans, da NPR, escreveu que "Rae produziu uma série que parece revolucionária apenas por zombar da vida de uma mulher negra na média dos vinte e poucos anos".
Em 2017, o American Film Institute selecionou Insecure como um dos 10 melhores programas de televisão do ano. Por seu trabalho no programa, Rae recebeu duas indicações ao Globo de Ouro de Melhor atriz em série de comédia ou musical em 2017 e 2018, bem como uma indicação aos Prémios Emmy do Primetime na categoria de Melhor Atriz Principal em uma Série de comédia em 2018. Em 2018, no 77º Prêmio Awards anual, Insecure foi homenageado por "criar uma série que captura autenticamente a vida cotidiana de jovens negros na sociedade moderna".
Em 14 de novembro, 2016, a HBO renovou o programa para uma segunda temporada que estreou em 23 de julho de 2017. Em 8 de agosto de 2017, a HBO renovou o programa para uma terceira temporada, que estreou em 12 de agosto de 2018. Em 6 de setembro de 2018, a HBO renovou a série para uma quarta temporada, que estreou em 12 de abril de 2020. Em 1 de maio de 2020, a série foi renovada por uma quinta temporada. Em 13 de janeiro de 2021, a HBO anunciou que a quinta temporada seria a última.

### Outros trabalhos
O primeiro livro de Rae, um livro de memórias intitulado The Misadventures of Awkward Black Girl, foi lançado em 2015 e se tornou um best-seller do New York Times.No livro, ela narra sua vida por meio de uma série de anedotas humorísticas e fala sobre sua luta pessoal por não se encaixar e não ser considerada "negra o suficiente" às vezes.
Em 11 de outubro de 2019, a Google anunciou que Rae seria uma voz adicional para o Google Assistente. Os usuários podem fazer o Google Assistente falar com a voz de Rae dizendo "Ok Google, fale como Issa".
Também em 2019, Issa Rae, por meio de sua gravadora recém-lançada "Raedio", fez parceria com a Atlantic Records para produzir "Kinda Love", do cantor e rapper TeaMarrr.
Em março de 2021, a produtora de Rae, Hoorae, assinou um contrato de cinco anos para cinema e televisão com a WarnerMedia.

## Vida pessoal
O nome de nascimento de Rae, Jo-Issa, vem de uma combinação dos nomes de suas avós: Joyce e Isseu. Seu nome do meio, Rae, é uma homenagem a uma tia, que era uma artista.
Ela está noiva de seu namorado de longa data, Louis Diame, um empresário senegalês. Issa Rae usou pela primeira vez seu anel de noivado publicamente na capa da edição de abril de 2019 da revista Essence.

### Ativismo
Issa Rae usou sua plataforma para chamar a atenção para a violência policial e a brutalidade contra os negros americanos. Após o assassinato de Alton Sterling pela polícia em 2016, Rae arrecadou US$ 700.000 para o Sterling Family Trust destinados para ajudar a pagar a faculdade dos filhos de Sterling.
Issa Rae é uma defensora extremamente ativa dos direitos civis e dos movimentos pelos direitos das mulheres. Todo o seu trabalho tem como tema a igualdade e a justiça social e compõe grande parte de suas narrativas.
No tapete vermelho do Emmy Awards 2017, Rae disse aos repórteres: "Estou torcendo por todos os negros". A frase se tornou viral e apareceu em camisetas e na música "Sue Me" do rapper Wale.

## Filmografia

### Filmes
| Ano       | Filme                                | Papel                              | Produtora executiva | Notas          | Outros créditos      |
| --------- | ------------------------------------ | ---------------------------------- | ------------------- | -------------- | -------------------- |
| 2014      | Hard Times                           | —                                  | Sim                 | Curta-metragem |                      |
| 2014      | Black Twitter Screening              | —                                  | Não                 | Curta-metragem | Escritora/Roteirista |
| 2014      | Protect and Serve                    | Polícia Recruta                    | Sim                 | Curta-metragem |                      |
| 2014      | A Bitter Lime                        | Jane Johnson                       | Não                 |                |                      |
| 2015      | Killing Lazarus                      | —                                  | Produtora           |                |                      |
| 2018      | The Hate U Give                      | April Ofrah                        | Não                 |                |                      |
| 2019      | Little                               | April Williams                     | Não                 |                |                      |
| 2019      | Hair Love                            | Mãe (voz)                          | Não                 | Curta-metragem |                      |
| 2020      | The Photograph                       | Mae Morton                         | Sim                 |                |                      |
| 2020      | The Lovebirds                        | Leilani                            | Sim                 |                |                      |
| 2022      | Vengeance                            | Eloise                             | Não                 |                |                      |
| 2023      | Barbie                               | Barbie Presidente                  | Não                 |                |                      |
| 2023      | American Fiction                     | Sintara Golden                     | Não                 |                |                      |
| 2023      | Homem-Aranha: Através do Aranhaverso | Jessica Drew / Mulher-Aranha (voz) | Não                 |                |                      |
| A definir | Spider-Man: Beyond the Spider-Verse  | Jessica Drew / Mulher-Aranha (voz) | Não                 | Em produção    |                      |

### Televisão
| Ano          | Filme                                   | Papel            | Produtora executiva | Notas                                                                         | Outros créditos |
| ------------ | --------------------------------------- | ---------------- | ------------------- | ----------------------------------------------------------------------------- | --- |
| 2011–2013    | The Misadventures of Awkward Black Girl | J                | Produtora           | Elenco principal                                                              | Diretora e escritora/roteirista em 1 episódio: "The Sleepover" (2012); Produtora em 1 episódio: "The Check" (2013) |
| 2012         | M.O. Diaries                            | —                | Sim                 | Telefilme                                                                     | |
| 2012         | The Couple                              | Lisa             | Não                 | episódio: "Exes and Texts"                                                    | |
| 2012–2013    | The Number                              | Lisa             | Não                 | 6 episódios                                                                   | |
| 2013         | How Men Become Dogs                     | —                | Sim                 | 9 episódios                                                                   | |
| 2013         | True Friendship Society                 | Mama Moth        | Não                 | episódio: "Pilot Part Two"                                                    | |
| 2013         | My Roommate the                         | J                | Não                 | episódio: "Awkward Black Girl"                                                | |
| 2013         | Instacurity                             | Issa             | Não                 | 2 episódios: "The Birthday Party" e "Instacurity PSA"                         | |
| 2013         | Little Horribles                        | Melhor amigo     | Sim                 | Produtora executiva em 3 episódios; atou em 1 episódios: "Sexual Activity"    | |
| 2013         | Inside Web Series                       | —                | Sim                 | Série documental de TV                                                        | |
| 2013         | Black Actress                           | —                | Produtora           |                                                                               | |
| 2013–2014    | Roomieloverfriends                      | —                | Sim                 | Produtora executiva em 4 episódios                                            | |
| 2013–2015    | The Choir                               | —                | Sim                 |                                                                               | Diretora em 2 episódios: "Genesis" e "New Blood"; escritora/roteirista em 12 episódios.                            |
| 2014         | So Jaded                                | —                | Sim                 | Telefilme                                                                     | |
| 2014         | Words with Girls                        | —                | Sim                 | Telefilme                                                                     | |
| 2014         | Bleach                                  | —                | Sim                 | Telefilme                                                                     | |
| 2014         | Rubberhead                              | Noiva 2          | Não                 | Telefilme                                                                     | |
| 2014–2015    | First                                   | —                | Sim                 | co-produtora executiva e produtora em 10 episódios; coprodutora em 1 episódio | |
| 2015         | Get Your Life                           | —                | Sim                 |                                                                               | |
| 2016–present | Insecure                                | Issa Dee         | Sim                 | Elenco principal                                                              | Criadora, Escritora/Roteirista                                                                                     |
| 2018         | BoJack Horseman                         | Dr. Indira (voz) | Não                 | 2 episódios                                                                   | |
| 2019         | A Black Lady Sketch Show                | —                | Sim                 |                                                                               | |
| 2020         | Rap Sh*t                                |                  | Sim                 |                                                                               | Criadora, Escritora/Roteirista                                                                                     |
| 2020         | Coastal Elites                          | Callie Josephson | Não                 |                                                                               | |
| 2020         | Saturday Night Live                     | Ela mesma        | Não                 | Episódio: "Issa Rae/Justin Bieber"                                            | |
| 2025         | Black Mirror                            | Brandy           | —                   | Episódio: "Hotel Reverie"                                                     | |

### Vídeos clipes musicais
| Ano  | Música          | Artista                  | Diretor(s)       | Papel        |
| ---- | --------------- | ------------------------ | ---------------- | ------------ |
| 2013 | "Happy"         | Pharrell Williams        | We Are from L.A. | Dançarina    |
| 2017 | "Moonlight"     | Jay-Z                    | Alan Yang        | Rachel Green |
| 2017 | "Spice Girl"    | Aminé                    | Aminé            | Girlfriend   |
| 2018 | "Nice for What" | Drake                    | Karena Evans     | Ela mesma    |
| 2019 | "Kinda Love"    | TeaMarrr                 | Child.           | Terapeuta    |
| 2020 | "Lights On"     | D Smoke, SiR             | Jack Begert      | Stripper     |
| 2020 | "Entrepreneur"  | Pharrell Williams, Jay-Z | Calmatic         | Ela mesma    |

## Prêmios e indicações
| Ano  | Prêmio                    | Categoria                            | Trabalho | Resultado |
| ---- | ------------------------- | ------------------------------------ | -------- | --------- |
| 2020 | Prémios Emmy do Primetime | Melhor atriz em uma série de comédia | Insecure | Indicada  |